# ヴェートーベン (お笑いコンビ)
ヴェートーベンは、フリーで活動する日本のお笑いコンビ、イベント司会者。広島県広島市出身。

## 略歴
1998年5月結成。松竹芸能の養成所で出会い大阪で活動するが、2001年4月から拠点を東京に移す。2005年春頃までは8人組ユニット『つうてんかく!!』にも参加し、定期的に代々木公園などでストリートライブを行いピーク時には800人の動員があった。
コンビ名の表記はドイツの作曲家であるベートーヴェンのベとヴェを逆さにしたもの。
松竹芸能に所属していたが、2010年3月末に退社。その後、フリーランス（無所属）を経て2010年11月1日からオスカープロモーションへ所属。2019年5月にオスカープロモーションのバラエティ部解散に伴い、契約満了の7月末で退所しフリーとなった。
2013年には結成15周年を機に、イベントのMCに特化したイベント司会コンビとして方向転換し現在も活動中。アイドル、女優、俳優、モデル、声優、マスコットキャラクター、文化人、スポーツ選手、政治家、一般企業、一般のパーティーなど幅広いイベントの司会を引き受け、MC経験の総数は1000本以上を超えている。
梅沢富美男やデヴィ夫人、剛力彩芽を始め、ヴェートーベンの司会を経験した著名人の多くが自身のSNSで彼らの司会を絶賛しており、有名人からの信頼も厚い。
2人揃って野球好きのため野球関連のイベント司会も多い。2人の出身地・広島の球団であるカープ以外にも、巨人、阪神、横浜DeNA、中日、ヤクルト、ソフトバンク、日ハム、ロッテ、オリックスのOBイベント司会を務めている。
イベント司会コンビにシフトした頃を境にメディアでの露出も増え、レギュラー番組を複数持っている。同時期から毎年、東京や2人の出身地である広島での単独ライブを開催している。さらには東京・渋谷で毎月最終日曜日と平日の月に2度、ヴェートーベン主催のトークとネタによるライブ『ヴェートーク♪』を定期的に行っていたが、コロナ禍によりライブハウスの渋谷BAR jackが閉店。2020年5月30日よりzoom配信でのライブとして再開。月に6〜9回程度と精力的に行われ、この経験と成果が認められてYouTube、ニコ生、SHOWROOMなど配信の司会のオファーが増加。現在はイベントと並行してオンラインの司会コンビとしても活動している。

## 40代の挑戦-手売り2000人満席ライブ-
2022年2月20日からLINE CUBE SHIBUYA（キャパ約2000席）での満席ライブを目指して原宿や渋谷で毎週日曜日にストリートライブを開始する。更に不定期に様々なミュージシャンのコンサート終演後に会場最寄駅付近に行きゲリラライブを敢行する。
ストリートライブの際に通行人に名前、出身地、好きな動物等を聞いて、即座にその人だけに向けた漫才をプレゼントする［即興漫才］を行なっている。
同年6月26日、気温36度の酷暑の中での2時間以上に及ぶストリートライブでの即興漫才により青井がダウン。さらに翌週7月3日に気温32度で雨の降る中、2時間以上にわたって即興漫才を敢行。その日は問題なかったが、数日後に青井の体温が39.4度まで上がり救急車で運ばれる事態に。2度目のダウンによりストリートライブはドクターストップとなる。
同年9月4日ストリートライブができないならば会場でやればいいと、2年半年ぶりに有観客&配信ライブ『ヴェートーク♪』を大久保にあるSoul BAR stoneにて開催。立ち見が出る程の満員御礼となる。
同年10月5日LINE CUBE SHIBUYAの抽選に当選したと発表。2023年9月22日にヴェートーベン25周年祈年単独ライブ『ヴェートーベン大感謝祭‼︎-その時が来た-』の開催が決定し、チケットの手売りがスタート。
チケットは1枚2000円。チケット手売りは2人の故郷である広島からスタートし、2人が出会った大阪を経て、東京でも手売りを開始している。手売り情報は随時、2人のTwitterにて告知され、DMでのやりとりで購入できる。

12月初旬、渋谷ハチ公前で12月11日13時〜16時にストリートライブを開催することを発表。3時間で手売り50枚販売を目標に掲げる。結果は21枚の販売に終わる。
　
翌日、リベンジをかけて年末までに200枚の販売を掲げる。当時の販売枚数は125枚。12月18日渋谷で10枚、12月24日に秋葉原で23枚、その他、東京や新宿などの主要駅で手売り販売を繰り返し、12月27日に企業忘年会司会の後の手売りが過去最高の44枚記録して200枚を突破、最終的に215枚の販売を達成。リベンジを果たす。
新たな目標に年内250枚販売突破を掲げ、広島で二度目の手売り、12月31日大晦日に秋葉原電気街口で路上ライブをすることを発表。26枚のチケット販売を記録するも、合計241枚に終わり惜しくも目標達成には至らなかった。
2023年1月。新大久保、新橋、水道橋、秋葉原、桜木町など、チケット手売りに適した場所を探すべく各所で路上ライブを開催。結果、自分たちのターゲット層が秋葉原に多数いる事を踏まえ、秋葉原での路上ライブを軸に決める。
2月。路上ライブを週一回から、土日祝の週2〜3回へ増やす。その甲斐もあり月末にチケット手売りが500枚を突破。台場での路上ライブの失敗、平日夜に初開催した秋葉原で酔っ払いに絡まれ警察を呼ぶことになるなど様々な困難を乗り越えての達成となった。

3月。月の目標としてLINE CUBE SHIBUYA満席の3分の1にあたる650枚のチケット販売突破を掲げる。結果、584枚で目標達成とはならなかった。
4月。お花見客に向けたゲリラライブを九段下、上野で敢行。4月2日の上野で1日33枚を売り上げる等。花見のゲリラライブ3日間合計で63枚を売り上げ600枚を突破。トータルは640枚となる。（4月2日時点）
その後、上野公園のピクニック客、アメ横や秋葉原の居酒屋に飛び込みで即興漫才するなどし、4月後半には750枚を突破。さらに企業イベントでの即興漫才で1日に100枚を売り上げ合計864枚となる。（4月26日時点）
5月。4月29日〜5月7日のGW中に1000人突破の目標を掲げて、毎日流しの即興漫才を敢行。最終日である5月7日の1日中の雨予報を受けて、5月6日に代々木公園、赤坂の飲食店のダブルヘッダーを最終日と変更した。
5月4日には上野アメ横で3時間以上流しをしたがチケット販売枚数は3枚と苦戦するなど、5月5日終了時点で952枚と絶望的な状況の中スタートした最終日、代々木公園で30枚、赤坂で19枚、合計49枚の販売に成功。結果、合計が1001枚の販売となり奇跡の目標達成、1000人突破となった。
5月はその勢いのまま快進撃が続き月間で346枚の販売。しかしいいことばかりではなく、アメ横で流しの最中に青井が酔っ払いに暴行される事件が起きるなど、流しの怖い性質の一面も垣間見えた。チケット販売の合計は1255枚となった。
6月。6月18日で一旦流しの即興漫才及び司会と運営をしている配信番組の中止を発表。理由は去年末より半年以上に渡り続けてきたストリートライブ、流しなどで蓄積した疲れの回復、7月からのラストスパートに向けてのリフレッシュ期間に充てるとのこと。
6月の目標を1500人突破に掲げる。同時に週四日ペースで6月の18日間で13ステージに立つことも発表。1ステージ3時間半に渡る流しの性質上、44歳の2人には気力体力共に過酷な挑戦となったが6月17日の流しの即興漫才で1500人突破を果たす。最終日である6月18日には飲食店のイベントダブルヘッダーにて35枚のチケット販売を果たし、最終結果は1539枚と目標を達成した。
7月。7月の目標を1,800人突破に掲げる。しかし、主戦場である上野アメ横が下半期に伴って人事異動などで店員が変わり、新しい店員からの流しNGをくらう。さらにエルニーニョ現象により日中37度、夜でも気温30度を越えるなどの異常気象により外飲みのお客も激減。4月から流しをしていたアメ横からの撤退を余儀なくされ、ピンチを迎える。
そんな折、久保の呑み仲間である人物から神田での流しを提案される。ダメ元で飛び込みを続けた結果、協力してくれるお店が数店舗見つかる。
神田一本の場合また様々な事情が重なった際に出来なくなる可能性を考え、同時に横浜桜木町にある野毛にも飛び込みをし、数店舗流しの許可を得る事に成功。神田・野毛体制での流しがスタートする。また0からになった各店舗との関係性や客層把握などに関して「また成長出来るチャンス」と前向きに発言している。（ヴェートーベン公式「グヮングヮンブログ」より）
神田・野毛での流しの他、仲間の主催する大勢の人数のいる飲み会などに招かれ、そこで営業代無料で即興漫才をしチケット販売をするなどもしている。様々な流しを積み重ねた結果、見事に逆境を跳ね除け7月31日に行った神田での流しで販売枚数が1806枚になり、1800人を突破。期限ギリギリで7月の目標を達成した。
8月。神田の流しで1日に50枚のチケットを売るなど快進撃が続き、8月9日時点で1,914枚販売し1,900枚を突破する。8月15日に翌日8月16日に完売を目指して神田での流しを発表。お盆に台風と人通りの少なさが懸念されたが見事1,956枚の販売を達成。前代未聞の大記録樹立となった。
ちなみに40代のお笑いコンビが手売りでLINE CUBE SHIBUYAを埋めた例は、以前の渋谷公会堂時代を含めても未だかつてなかった。このことからこの挑戦が如何に難しいものだったかが窺える。ヴェートーベンの2人は初めての達成者となり長いLINE CUBE SHIBUYAの歴史にその名を刻んだ。
9月。9月の目標としてLINE CUBE SHIBUYA1956人満席を掲げる。一年に及ぶ長期間の手売りだった為、会場の5割程度の人数が埋まれば御の字な状況の中、SNSにて「満席を成し遂げる」との決意表明が成された。
9月22日本番当日。台風を思わせる暴風雨に見舞われ開催も危ぶまれたがそんな中、来場者が訪れライブは決行された。来場者数は約800人。満席は成し遂げられず目標達成には至らなかった。
ライブのラストに見せた即興漫才あと、青井が40代の挑戦を決めた理由、サブタイトルの［その時が来た］の意味を熱く語る場面では多くの人が感動し涙を流した。熱弁の最後はお笑いコンビらしくオチで笑いをとり、観客やスタッフからも大拍手が巻き起こる中40代の挑戦は幕を閉じた。ラストの熱弁は［伝説の6分15秒］と呼ばれている。お祝いゲストは俳優の剛力彩芽。
9月30日。ヴェートーベンを代表して青井が物語の続きを描くべくオンラインサロン［熱血トークルーム］を開設。開設理由はLINE CUBE SHIBUYAで成し遂げられなかった満席ライブを仲間に届けるべく、最高のチームを作り最幸のイベントを開催する為。
10月。ヴェートーベンの新たな挑戦が、始まる。
2024年【広島手売りワンマンライブ編】
1月。年始に2024年の目標が発表され年内中にヴェートーベン2人の故郷である［広島］でのワンマンライブ開催が掲げられる。目標は渋公で成し遂げられなかった［満席のライブ］とした。
2月。神田の飲食店にて主催ライブを開催するも30名の集客キャパに対して入場者数は4名という結果に。あらためてライブ会場を満席にする難しさを痛感する形となる。
3月。3月24日に誕生日を迎える青井の生誕祭ワンマンが決定。広島ワンマン満席に向けて、まずは30人キャパの会場からの満席を目指す事も発表される。その際、昨年のLINE CUBE SHIBUYA手売り満席というあまりに過酷な挑戦によりトラウマ的になり封印していた手売りの半年振りの再開を決める。（ヴェートーベン公式［グヮングヮンブログ］より）
同月。青井誕生日当日に池袋で行われた生誕祭の二部制ワンマンライブ。原宿神宮橋での路上ライブ、上野や神田での居酒屋に飛び込んでの流しの即興漫才を敢行しチケットは手売りにて完売する。
本番当日の結果は一部は21名。二部は満席立ち見の31名を集客。両部満席とはならなかった。お祝いゲストは俳優の池田航。
4月。4月22日に誕生日を迎える久保の生誕祭ワンマンが決定。3月のリベンジにあたる［両部満席］を掲げ上野や神田の流しにて手売りを開始。一部 満席立ち見の31名、二部 満席立ち見の42名を記録。見事両部満席を果たす。お祝いゲストは声優の野島健児。
5月。ニコニコ生放送［ヴェートーベンちゃんねる］内にて故郷広島にて11月30日にWAKOゲバントホール〈キャパ300席〉でのワンマンライブ開催を発表。6月からの手売り開始を宣言する。
6月。月に一度故郷広島での仕事であったニコニコ生放送の親会社ドワンゴが大規模なサイバーテロに遭い番組は休止となる。復旧時期未定。広島に帰る道が無くなる。
7月。「ただ待っていても仕方がない。」と東京での手売りを開始する。広島でのライブを東京で手売りする事に誰もが懐疑的だったが、2人の熱意に共感した人が広島行きを決意しチケットを購入。さらに広島の児童養護施設の子供や子供のいるご家庭を招待できる［足長お兄さんお姉さん制度］にてチケットを購入する者も合わせて、チケット販売枚数は月末に50枚を突破する。
8月。久保が広島に帰省。その際にチケットを手売り。さらに8月31日には［ヴェートーベン夏の手売り祭り‼︎］と題して4時間の生配信を東京駅付近のレンタル会議室から開催。開催時点での販売枚数は87枚。4時間で100枚突破を掲げるも5枚の販売、合計92枚の販売となり目標達成には至らなかった。同日に9月9日から9月15日まで自腹で広島に帰り［灼熱の広島手売りロード］を開催する事が発表される。
9月。広島最大の繁華街である流川の飲食店に飛び込み流しの即興漫才にて手売りを開始。9月9日〜9月15日までの一週間でのチケット販売目標枚数を［50枚］に掲げる。
前半の9月9日〜9月11日で61人のチケット販売を達成して目標の50枚を突破する。この時点で合計163枚のチケット販売枚数となり、セカンドチャレンジで［200枚突破］を掲げる。
後半開始の9日12日には青井が手売りの最中に酔っ払いから暴行を受けてしまう事件が発生。青井が暴行されるのは昨年5月の上野アメ横に続いて2度目。（酔っ払いに絡まれたのは2022年12月のハチ公前、2023年2月の秋葉原に次いで4度目。）
青井の「暴行後はいつもチケット売れ行きが加速する。」と言う前向きな発言の通り、その後チケット販売枚数が爆増し最終的には後半の9月12日〜9月15日だけで73枚のチケット販売を記録し合計が236枚に。セカンドチャレンジも目標達成となった。
結果9月9日〜9月15日の1週間でチケット販売枚数は134枚となった。「想像を遥かに超える郷土の愛に大感謝。」と綴っている。（ヴェートーベン公式［グヮングヮンブログ］より）
10月。10月にも広島に帰省し流川で手売りを敢行。10月末には目標販売枚数300枚を達成した。しかし、昨年のLINE CUBE SHIBUYAでの経験を糧に満席に向けてチケット販売を続けると宣言。
11月。11月30日満席に向けてヴェートーベン2人の挑戦を地元のRCCラジオがバックアップ。番組に多数ゲスト出演した。RCCは昨年の挑戦も密着ドキュメントの形で夕方の情報番組［イマナマ］で特集するなど、2人を応援している。2人はこのことに対して「RCCさんや各番組の皆さんには感謝してもしきれん。」と発言している。
LINE cube shibuyaでのライブに続いて前述の通り［足長制度］で児童養護施設のお子さんや片親家庭、お子さんがいるご家庭をライブに招待した。この取り組みには［未来ある子供達に挑戦する素晴らしさを伝える］［小さなお子さんがいて普段ライブなどに気軽に参加出来ない親御さん達を笑いで労う］と言ったコンセプトがある。
11月30日の本番当日。チケットを購入した人たちが溢れかえり席を増席する事態に。ライブは見事満席となり目標を達成した。
ライブの終盤では青井がLINE CUBE SHIBUYAにつづき即興漫才後に地元広島でのライブ挑戦を決めた理由や、届けたい人への思い、未来ある子供達やそれを支える大人達へのメッセージを熱弁し会場には涙する人たちの姿で溢れた。ラストにはオチが決まり大爆笑が起こり、大きな拍手に包まれる中、広島手売りワンマンライブは幕を閉じた。今回の熱弁は［伝説の5分55秒］と呼ばれている。お祝いゲストは広島東洋カープ矢崎拓也投手。
ちなみにチケットは完売する2人だがLINE CUBE SHIBUYAで販売していた本人達のグッズは未だに売れ残っており、広島でも完売とはならなかった。本人達のSNSにDMすればネット販売もしているとのこと。
2025年【広島手売りワンマンライブ『約束』編】
1月。3月24日と4月22日に去年開催した青井、久保それぞれの誕生日とヴェートーベン結成27周年を祝う両日二部制の［生誕祭ワンマンライブ］を開催すると発表。去年果たせなかった［両日両部満席のリベンジ］を目標に掲げる。
2月。3月から神田の居酒屋に飛び込みでの流しの即興漫才によるチケットの手売りを発表。流しは去年11月広島ワンマンライブ以来４ヶ月振りの再開となる。
3月。神田で手売りをスタートするも大苦戦。理由は青井生誕祭ワンマンライブの開催日が3月24日の月曜日夜という年度末の最も忙しい時期の開催により手売り客が見つからない状況が続いた。
そのような状況でも神田の居酒屋飛び込みの他に、SNSでの毎日発信や都内主要駅での手売り、自分達のイベント司会後に手売りをするなど。諦めずにあらゆる方向から攻めて両部チケット完売。3月24日の本番当日の結果は一部33名、二部31名の集客で見事に両部満席を果たす。お祝いゲストは大藤みら、片山蘭。
4月。上野公園にて花見客に向けてのゲリラライブを敢行するも外国人観光客の多さ、雨による人の集中により足の踏み場がない程に溢れかえり手売りが出来ない状況に。
そんな中でも諦めずに主要駅での手売り、SNSでの告知や知り合いへの集客メッセージ送信、知り合いの花見にて出張即興漫才、神田での居酒屋飛び込み等。地道な活動により当日は一部33名、二部は37名を記録。3月24日と併せて両日両部満席のリベンジを果たす。お祝いゲストは俳優の岩田陽菜。
5月。zoom配信番組［ヴェートーク♪］にて、広島手売りワンマンライブ開催を発表。開催理由は去年のライブ終わりに足長お兄さんお姉さん制度で観覧に来てくれていた児童養護施設の子供に［来年も来てください。］と言われた事。約束を果たす為、過酷な挑戦に再度臨む事を表明する。
6月。SNSにて11月29日17時からの開催が発表される。開演時間はより多くの子供達に観てもらいたいと考え、初の夕方開催となった。会場、東京広島での手売り時期は後日発表とのこと。

## メンバー
- 久保隆司（くぼ たかし、1979年4月22日 - （46歳））ツッコミ担当、立ち位置は向かって左。

広島県広島市出身、血液型はO型。
広島市立国泰寺中学校卒業、広島市立舟入高等学校卒業。
身長は155cmと小柄だが、家族の中では一番背が高い。
芸名は当初、本名である「久保隆司」と名乗っていたが、携帯サイトの姓名判断で占ったところ画数が悪かったため2006年10月に相方・青井の勧めで平仮名の「くぼ たかし」へ改名。2008年7月に「TAKASHI」と更なる改名を経て、「久保隆」となる。この頃にイベント司会コンビに方向転換したことも重なり、メディアの露出やレギュラー番組などが増加した。これで落ち着いたかと思われたが、2021年6月に主催している配信内で本名「久保隆司」に戻したことを発表。理由は本人曰く「なんとなく」とのこと。
プロ野球ではカープファン。旧市民球場近くに実家があり、幼少期からカープの選手や遠征の各球団選手との関わりがある。祖母は樽募金経験者。
- 青井貴治（あおい たかはる、1980年3月24日 - （45歳））ボケ・ネタ作り担当、立ち位置は向かって右。

広島県広島市出身、血液型はA型。
広島市立城南中学校卒業、広島県立安西高等学校卒業。
日本ダイエット健康協会ダイエット検定一級免許所得。健康マニア。
美術に長けており、絵画が3万円で売れた経験がある。
イタリアンシェフだった父親を持ち、安価で色々な料理を作るのが趣味。
特定の球団を応援しない野球全体ファンのスタンスを長年とっていたが、カープのOBや現役選手と仕事をする回数が多く、その熱い性格から近年はカープファン。数字を言われるとすぐさまプロ野球選手の背番号に変換し、選手の名前を言える特技がある。台湾・中国・韓国の野球も好きである。

## 芸風
イベントの司会を中心にしているが、毎月開催のライブや年に1度の単独ライブ開催は続けている。芸風は30代40代の男性を主なターゲットにしている。漫才、コント、リズムネタ等。
代表的なネタは笑いと驚きの大道芸的な『即興漫才』。自身たちのお笑い人生をネタにした笑いと感動の物語的な『25年漫才』。その他、TBSあらびき団に出演した際の、青井が久保にツッコまれて叩かれるたびに「いいねっ!」と発する『ドM漫才』や、久保の歌を青井が邪魔する『合いの手漫才』などがある。
この芸をやるようになったのは、カラオケに行った際に団長安田（安田大サーカス）が褒めてくれたことや、別の日にアメリカザリガニとカラオケに行った際にも面白いと言われたため、ネタに取り入れてみようと思い立ったという。
R-1ぐらんぷり2010（2010年1月11日に1回戦出場）では、青井はこの芸を取り入れて「合いの手マン」に扮してネタを披露した。なお、同じ日に久保は吉川晃司のものまねとして『ちっちゃわ晃司』でのネタを演じた（2人とも2回戦進出）。
他、リズム芸は主に『ありそうでない』と思う話をオリジナルソングに乗せて話し、その話に2人でツッコミを入れて次の話に行くという流れとなっている。

## 受賞歴
- 2005年 第26回今宮子供えびすマンザイ新人コンクール福娘大賞
- 2011年 第4回お笑い全日本カップ優勝

## 出演

### テレビ
- 笑っていいとも!増刊号（フジテレビ）
- あげあげ!ヴェートーベン（インターネットラジオ・ふみコミュ）
- 爆笑オンエアバトル（NHK総合）
- ストリートファイターズ（テレビ朝日、不定期）
- お笑い図鑑 ハマヌキ（tvk）
- ふみコミュTV
- お笑いネクストブレーカー（ニッポン放送・BSフジ、2006年1月29日）
- ずばり!横濱（テレビ神奈川）
- BINBIN スギナビ!（J-COM・東京都杉並区ケーブルテレビ 2004年11月 - 2008年3月）
- ゼベック・オンライン（TOKYO MX、2004年11月15日、月曜日のレギュラー）
- あらびき団（TBSテレビ、2008年4月16日＝第24回、2008年7月30日＝第38回、2008年12月17日）
- フジテレビからの〜!（フジテレビ、2011年5月26日）『「ONE PIECE」を1分で説明』コーナー
- GO!オスカル!X21（テレビ朝日）（2014年4月4日 - 2016年）サブMC レギュラー出演
- 健康カプセル!ゲンキの時間（TBSテレビ、2014年5月18日 - ）ゲンキリサーチャー 準レギュラー
- キミの瞳に鯉してる（とちぎテレビ　群馬テレビ　TOKYO MX)　2014年8月23日〜　MC レギュラー出演
- 笑点 特大号（BS日本、2014年7月16日）
- HAPPY MONDAY BASEBALL（スカパー!）2016年5月9日〜 カープ応援芸人
- あらぶんちょ!（TCN）2016年5月2日〜 あらぶんちょ散歩 レギュラー出演
- the factory Tokyo（MX）2017年10月〜レギュラー出演
- Veryカープ!常勝帝国への道! ～鯉戦士たちの熱き魂～（2018年7月15日、RCCテレビ）プレゼンター 「ヴェートーベンの数字」
- カープ日本一TV 2019 〜THE 絆〜（2019年1月1日、RCCテレビ）
- あらぶんちょ!（TCN）2024年1月16日〜 夜からあらぶんちょ散歩 レギュラー出演（久保のみ）

### ラジオ
- ラジカントロプスNEXT「ヴェートーベンの初キッスはうがい薬の味」（アール・エフ・ラジオ日本、2016年2月）パーソナリティ
- POWER BAY MORNING （BAY FM、2016年11月〜）レギュラー出演
- 風雲寒竹城（レインボータウンFM、2018年4月〜）レギュラー出演

### 映画
- 深呼吸の必要 - 大田誠一郎 役、久保のみ

### テレビアニメ
- おしゃべり唐あげ あげ太くん（広島テレビ）
  - ほるもんた、鬼山部長、むさしの若鶏 役（以上久保）
  - 菜太郎、YUKARIKKO、むさしのむすび（梅）、青井豪（あおいオーストラリア）役（以上青井）

### 舞台
- 「あっち向いて!boy」- 主演 ルキア 役、青井のみ

### CM
- 十六茶（ラジオCM）
- 音楽情報誌［ザッピィ］（テレビCM）
- ペッパーランチ（Web、店内CM）
- 資生堂［フェルゼア］（Web、トレインチャンネルCM）
- Roland［電子ドラム］（WebCM）
- 花岡組（テレビCM）
- ボートレース ［テレボート］（Web CM）
- NTT東日本 ［防犯カメラ］（Web CM）
- 経済産業省エネルギー庁 ［ZEH］（Web CM）青井のみ
- ルマンオート 2019新春フェア（2019年1月2日 - 6日）
- KURE556［KURE556を使ってみた］（Web CM）
- 中小機構［中小機構に聞こう］（ラジオCM）
- TVer［ Renta！］（WebCM）ナレーション 青井のみ
- スマホアプリ［名将の復讐］（WebCM）

### 雑誌
- ガテンコラム（青井）
- Non-no
- SPA!
- お笑いポポロ
- ベースボールゲームマガジンVol12〜レギュラー

### イベント
- 平牧仁オフィシャルファンイベント　MC出演　2014年5月18日
- 塩野瑛久ホワイトデーファンイベント　MC出演　2014年3月14日
- 笛木優子オフィシャルバースデーイベント　MC出演　2014年6月22日
- 河北麻友子GIRLSzPARTY!　MC出演　2013年7月27日
- 飯田里穂オフィシャルファンイベント　MC出演　2014年3月29日〜2018年3月3日
- X21ファンイベント　MC出演　2013年7月13日　12月1日
- つば九郎×ドアラマスコット交流イベント  MC出演  2016年4月2日3日
- 第14回全日本国民的美少女コンテスト（グランドプリンスホテル新高輪、2014年8月5日）
- 崎山つばさバースデーイベント　MC出演（青井のみ）　2020年10月31日（東京）、11月3日（大阪）、2021年11月13日（東京）、20日（大阪）、2022年10月30日（大阪）11月3日（東京）2023年11月18日（大阪）、23日（東京）2024年10月26日（大阪）、11月3日（東京）
- Fスケファンミーティング （ * 荒川静香* 髙橋大輔 * 村元哉中 * 友野一希  * 大島光翔  * 木科雄登 * 上薗恋奈 出演）MC出演 2024年12月24日